# Dekanat Żytomierz
Dekanat Żytomierz – jeden z 11 dekanatów katolickich w diecezji kijowsko-żytomierskiej na Ukrainie.

## Parafia
- Bolarka - Parafia Matki Bożej Anielskiej
- Czerniachów - Parafia
- Dębowiec - Parafia Matki Bożej Łaskawej
- Korczak - Parafia św. Władysława
- Nowohujwińsk - Parafia św. Dominika Savio
- Pokostowna - Parafia Przemienienia Pańskiego
- Uljanówka - Parafia św. Józefa
- Wysoki Piec - Parafia Wniebowstąpienia Pańskiego
- Żytomierz - Parafia św. Zofii (katedralna)
- Żytomierz - Parafia Miłosierdzia Bożego
- Żytomierz - Parafia św. Jana z Dukli
- Żytomierz - Parafia Nawrócenia św. Pawła Ap.
- Żytomierz - Parafia św. Stanisława B. M.
- Żytomierz - Parafia św. Wacława